# Amblyomma squamosum
Amblyomma squamosum är en fästingart som beskrevs av Glen M. Kohls 1953. Amblyomma squamosum ingår i släktet Amblyomma och familjen hårda fästingar.
Artens utbredningsområde är Guam. Inga underarter finns listade i Catalogue of Life.